# Banque commerciale et agricole de l'Équateur
La Banque commerciale et agricole de l'Équateur domina la vie économique de l'Équateur pendant plus d'un tiers de siècle, au cours de la période où ce pays donna un coup d'accélérateur à l'histoire de la culture du cacao, devenant de loin le premier producteur mondial vers 1880.
La Banque joua un rôle majeur dans la crise du cacao des années 1920, suscitée par une surproduction mondiale après la première guerre mondiale. La production du pays fut divisée par cinq en dix ans, tombant à 10 000 tonnes en 1930. La crise atteint son point culminant en 1922, après que les cours ont été divisés par cinq en deux ans, la banque participant à la spéculation, et les paysans passèrent à la culture de la banane, sur la plupart des lieux où était cultivé du cacao. 
La banque, par le jeu des hypothèques, devint actionnaire de 22 haciendas en faillite. Les grands planteurs de cacao se retrouvèrent dominants au conseil d'administration. Cette crise entraîna en 1925 la « révolution de juillet », menée par de jeunes officiers équatoriens issus des classes moyennes, qui dénonçaient la corruption et l'omniprésence de cette grande banque.